# Didar Jamza
Didar Jamza (en kazajo: Дидар Хамза; 15 de febrero de 1997) es un deportista kazajo que compite en judo.
Ganó una medalla de oro en los Juegos Asiáticos de 2018 y dos medallas en el Campeonato Asiático de Judo, en los años 2016 y 2022.

## Palmarés internacional
| Juegos Asiáticos    | Juegos Asiáticos       | Juegos Asiáticos  | Juegos Asiáticos |
| Año                 | Lugar                  | Medalla           | Categoría        |
| ------------------- | ---------------------- | ----------------- | ---------------- |
| 2018                | Yakarta (Indonesia)    | Medalla de oro    | –81 kg           |
| Campeonato Asiático |                        |                   |                  |
| Año                 | Lugar                  | Medalla           | Categoría        |
| 2016                | Taskent (Uzbekistán)   | Medalla de plata  | –73 kg           |
| 2022                | Nursultán (Kazajistán) | Medalla de bronce | –90 kg           |